# Список наград и номинаций Radiohead
Список наград британской рок-группы Radiohead включает три премии «Грэмми» за лучший альтернативный альбом, а также ещё семнадцать номинаций на «Грэмми», семнадцать номинаций на BRIT Awards и пять номинаций на Mercury Prize. Radiohead выпустили девять полноформатных альбомов, первый из которых вышел в 1993 году.

## BRIT Awards
Brit Awards — ежегодная награда Британской ассоциации производителей фонограмм. Radiohead были номинированы семнадцать раз, но не получили ни одной награды. Kid A — один из нескольких случаев в истории премии, когда один и тот же альбом был номинирован на BRIT Award за лучший британский альбом в два разных года.
| Год  | Номинант                   | Награда                  | Итог      |
| ---- | -------------------------- | ------------------------ | --------- |
| 1994 | «Creep»                    | Британский сингл года    | Номинация |
| 1996 | «Just»                     | Британское видео года    | Номинация |
| 1996 | The Bends                  | Британский альбом года   | Номинация |
| 1996 | Radiohead                  | Британская группа        | Номинация |
| 1998 | Radiohead                  | Британская группа        | Номинация |
| 1998 | Найджел Годрич и Radiohead | Британский продюсер года | Номинация |
| 1998 | OK Computer                | Британский альбом года   | Номинация |
| 1998 | «Paranoid Android»         | Британский сингл года    | Номинация |
| 1999 | «No Surprises»             | Лучшее британское видео  | Номинация |
| 2001 | Radiohead                  | Британская группа        | Номинация |
| 2001 | Kid A                      | Британский альбом года   | Номинация |
| 2002 | Radiohead                  | Британская группа        | Номинация |
| 2002 | Kid A                      | Британский альбом года   | Номинация |
| 2004 | Radiohead                  | Британская группа        | Номинация |
| 2009 | Radiohead                  | Британская группа        | Номинация |
| 2009 | In Rainbows                | Лучший британский альбом | Номинация |
| 2017 | Radiohead                  | Лучшая британская группа | Номинация |

## Грэмми
«Грэмми» вручается ежегодно Национальной академией искусства и науки звукозаписи. Radiohead были номинированы на «Грэмми» двадцать раз и трижды её получили.
| Год  | Номинант                   | Награда                                            | Итог      |
| ---- | -------------------------- | -------------------------------------------------- | --------- |
| 1998 | OK Computer                | Альбом года                                        | Номинация |
| 1998 | OK Computer                | Лучший альтернативный альбом                       | Победа    |
| 1999 | Airbag / How Am I Driving? | Лучший альтернативный альбом                       | Номинация |
| 2000 | Meeting People Is Easy     | Лучшее длинное музыкальное видео                   | Номинация |
| 2001 | Kid A                      | Альбом года                                        | Номинация |
| 2001 | Kid A                      | Лучший альтернативный альбом                       | Победа    |
| 2002 | Amnesiac                   | Лучший альтернативный альбом                       | Номинация |
| 2004 | Hail to the Thief          | Лучший альтернативный альбом                       | Номинация |
| 2004 | «There There»              | Лучшее вокальное рок исполнение дуэтом или группой | Номинация |
| 2009 | «House of Cards»           | Лучшее вокальное рок исполнение дуэтом или группой | Номинация |
| 2009 | «House of Cards»           | Лучшая рок песня                                   | Номинация |
| 2009 | «House of Cards»           | Лучшее короткое музыкальное видео                  | Номинация |
| 2009 | In Rainbows                | Альбом года                                        | Номинация |
| 2009 | In Rainbows                | Лучший альтернативный альбом                       | Победа    |
| 2012 | «Lotus Flower»             | Лучшее рок-исполнение                              | Номинация |
| 2012 | «Lotus Flower»             | Лучшая рок-песня                                   | Номинация |
| 2012 | «Lotus Flower»             | Лучшее музыкальное видео                           | Номинация |
| 2012 | The King of Limbs          | Лучший альтернативный альбом                       | Номинация |
| 2017 | «Burn the Witch»           | Лучшая рок-песня                                   | Номинация |
| 2017 | A Moon Shaped Pool         | Лучший альтернативный альбом                       | Номинация |

В этот список не включены награды, полученные за работу, связанную с альбомами Radiohead, другими людьми. Найджел Годрич трижды номинировался как лучший продюсер (за альбомы Kid A, Amnesiac и In Rainbows). Вместе со звукорежиссёром Дарреллом Торпом он был номинантом на «Грэмми» за работу над Hail to the Thief. Стэнли Донвуд и Tchock (Том Йорк) получили «Грэмми» за лучшее оформление альбома за специальное издание Amnesiac. В 2009 году номинировался за лучшее оформление специального издания бокс-сет In Rainbows. В 2012 году Дональд Туэйн и Закария Уилвуд получили номинацию за лучшее оформление специального издания The King of Limbs.

## Mercury Prize
Mercury Prize — ежегодная премия, присуждаемая за лучший альбом Великобритании и Ирландии. Radiohead были номинированы на неё пять раз (рекорд, который они делят с Arctic Monkeys).
| Год  | Номинант           | Награда     | Итог      |
| ---- | ------------------ | ----------- | --------- |
| 1997 | OK Computer        | Альбом года | Номинация |
| 2001 | Amnesiac           | Альбом года | Номинация |
| 2003 | Hail to the Thief  | Альбом года | Номинация |
| 2008 | In Rainbows        | Альбом года | Номинация |
| 2008 | A Moon Shaped Pool | Альбом года | Номинация |

## MTV Video Music Awards
MTV Video Music Awards — ежегодная премия, учреждённая телеканалом MTV.
| Год  | Номинант           | Награда                                     | Итог      |
| ---- | ------------------ | ------------------------------------------- | --------- |
| 1996 | «Just»             | Breakthrough Video                          | Номинация |
| 1997 | «Paranoid Android» | Breakthrough Video                          | Номинация |
| 1997 | «Paranoid Android» | International Viewer’s Choice               | Номинация |
| 1998 | «Karma Police»     | Best Group Video                            | Номинация |
| 1998 | «Karma Police»     | Best Direction                              | Номинация |
| 1998 | «Karma Police»     | Best Cinematography                         | Номинация |
| 1998 | «Karma Police»     | Best Alternative Video                      | Номинация |
| 2003 | «There There»      | Best Art Direction in a Video               | Победа    |
| 2003 | «There There»      | Best Special Effects in a Video             | Номинация |
| 2003 | «There There»      | Best Editing in a Video                     | Номинация |
| 2003 | «There There»      | Best Cinematography in a Video              | Номинация |
| 2009 | «Karma Police»     | Best Video (That Should Have Won a Moonman) | Номинация |

## NME Awards
На премию журнала NME Radiohead были дважды номинированы в 2010 году.
| Год  | Номинант  | Награда                  | Итог      |
| ---- | --------- | ------------------------ | --------- |
| 2010 | Radiohead | Лучшая концертная группа | Номинация |
| 2010 | Radiohead | Лучший блог группы       | Победа    |

## Q Awards
Q Awards — ежегодная премия, учреждённая журналом Q.
| Год  | Номинант  | Награда                             | Итог   |
| ---- | --------- | ----------------------------------- | ------ |
| 2001 | Radiohead | Лучшая группа мира на данный момент | Победа |
| 2002 | Radiohead | Лучшая группа мира на данный момент | Победа |
| 2003 | Radiohead | Лучшая группа мира на данный момент | Победа |